# 九龍巴士71S線
九龍巴士71S線是香港大埔新市鎮的一條假日循環巴士路線，來往富善邨及廣福邨。本路線曾一度是新界東北部（沙田、大埔、北區）唯一仍有普通巴士行走的路線，但只限假日，且於2012年3月25日改為全線空調服務。

## 歷史
- 1989年9月3日：配合大埔區內巴士線重組而投入服務，提供於假日停駛的K17及K18的替代接駁九廣鐵路（今港鐵東鐵綫）服務。初時為富善來往大埔火車站，來回程均繞經廣福。
- 1990年1月14日：總站由大埔火車站遷往廣福（來回程均繞經大埔火車站），使富善居民也能直接來往大埔墟站。
- 2000年7月16日：改為循環運作。
- 2001年3月25日：增派空調巴士行走。
- 2012年3月25日：改為全線空調巴士服務[3]。
- 2015年5月17日：富善邨總站將由富善邨巴士總站遷往安埔路K17線之總站位置，並修訂班次[4]。
- 2015年6月27日：增設到站時間預報。

## 服務時間及班次
| 富善邨開         | 富善邨開    | 富善邨開     |
| 日期             | 服務時間    | 班次（分鐘） |
| ---------------- | ----------- | ------------ |
| 星期日及公眾假期 | 06:00-07:00 | 15           |
| 星期日及公眾假期 | 07:00-08:00 | 10           |
| 星期日及公眾假期 | 08:00-10:06 | 9            |
| 星期日及公眾假期 | 10:06-19:10 | 8            |
| 星期日及公眾假期 | 19:10-20:00 | 10           |
| 星期日及公眾假期 | 20:00-22:40 | 8            |
| 星期日及公眾假期 | 22:40-23:40 | 10           |
| 星期日及公眾假期 | 23:40-00:55 | 15           |

## 收費
全程：$4.8
| - 本線設有12歲以下小童及65歲或以上長者半價優惠。 - 65歲或以上香港居民使用「樂悠咭」，以及12歲以下合資格殘疾兒童使用「殘疾人士身份」個人八達通繳付車資，均可享有每程$2.0或半價（以較低者為準）的票價優惠；12至64歲合資格殘疾人士使用「殘疾人士身份」個人八達通（包括「樂悠咭」），以及60至64歲香港居民使用「樂悠咭」繳付車資，均可享有每程$2.0或全費（以較低者為準）的票價優惠。 - 65歲或以上長者如使用長者或一般個人八達通繳付車資，則只可享有半價優惠；12至64歲合資格殘疾人士如不使用「殘疾人士身份」個人八達通，以及60至64歲人士如不使用「樂悠咭」繳付車資，必須繳付全費。 - 乘客可以現金或八達通於上車時付款，不設找續。 - 每位成人乘客可免費攜帶最多兩名4歲以下而不佔座位的兒童乘客乘車，超額之4歲以下小童必須繳付小童車費乘車。 - 持有「九巴月票」之乘客在車票有效期內，每日可享最多10程任何九龍巴士及龍運巴士路線（包括本路線，以及聯營路線的九龍巴士／龍運巴士提供的班次；惟乘搭機場「A」及「NA」線則可享原價二七折優惠（不會計算每天10次合資格車程））；而B1線則每日可享最多各2程（不會計算每天10次合資格車程）。 - 九龍巴士、城巴、龍運巴士及陽光巴士全職員工及家屬（不包括外判職員）可免費乘搭本路線，惟必須拍職員或職員家屬八達通。 - 乘客亦可透過多元化電子支付系統（e度嘟）繳付車資，包括使用非接觸式VISA卡、JCB卡、萬事達卡、銀聯卡、美國運通、大來國際、Discover Card、Apple Pay、Google Pay、Samsung Pay、AlipayHK「易乘碼」、支付寶、WeChatHK／微信支付「搭車碼」、銀聯雲閃付「乘車碼」及BOC Pay「乘車碼」。乘客使用此付款方式，使用此支付方式的乘客可享有中途下車之分段收費，以及與其他九巴／龍運獨營路線或聯營線九巴／龍運班次之轉乘優惠，惟不適用於與非九巴／龍運路線之轉乘優惠，亦不能享有「公共交通費用補貼計劃」及「長者及合資格殘疾人士公共交通票價優惠計劃」。 |

## 使用車輛
本線並無固定用車，由其他大埔區路線抽調車輛行走。
本線成為沙田車廠及大埔區最後一條改為全空調服務的巴士路線，亦象徵除將軍澳以外的整個新界東區，再沒有普通巴士行走。
在本線官方最後一個提供普通巴士服務的日子（2012年3月18日），派出一部丹尼士巨龍11米普通巴士（S3N351／GA1614，配上「香港品牌（亞洲國際都會／飛龍）」全車身廣告），有逾百名巴士迷前往乘搭本線及在沿途拍照留念，成為不少巴士迷追捕的目標。

## 行車路線
經：安埔路、南運路、雅運路、大埔墟站公共運輸交匯處、雅運路、南運路、寶湖路、廣福邨巴士總站、廣宏街、大埔公路—元洲仔段、南運路、雅運路、大埔墟站公共運輸交匯處、雅運路、南運路及安埔路。

### 沿線車站
| 富善邨開 | 富善邨開       | 富善邨開               |
| 序號     | 車站名稱       | 位置                   |
| -------- | -------------- | ---------------------- |
| 1        | 富善邨巴士總站 | 富善邨巴士總站         |
| 2        | 新興花園       | 南運路                 |
| 3        | 廣福邨廣智樓   | 南運路                 |
| 4        | 廣福球場       | 南運路                 |
| 5        | 大埔墟站       | 大埔墟站公共運輸交匯處 |
| 6        | 廣福街市       | 廣福巴士總站           |
| 7        | 宏福苑         | 廣宏街                 |
| 8        | 大埔墟站       | 大埔墟站公共運輸交匯處 |
| 9        | 廣福球場       | 南運路                 |
| 10       | 林村河         | 南運路                 |
| 11       | 大埔中心第五期 | 南運路                 |
| 12       | 富善邨巴士總站 | 富善邨巴士總站         |

## 外部連結
- 九巴71S線 （页面存档备份，存于）